# Hong Kong Challenger 1992
L'Hong Kong Challenger 1992 è stato un torneo di tennis facente parte della categoria ATP Challenger Series nell'ambito dell'ATP Challenger Series 1992. Il torneo si è giocato a Hong Kong in Hong Kong dal 14 al 20 dicembre 1992 su campi in cemento.

## Vincitori

### Singolare
Tommy Ho ha battuto in finale  Greg Rusedski con il punteggio di 4–6, 6–4, 7–6

### Doppio
Donald Johnson /  Leander Paes hanno battuto in finale  Richard Matuszewski /  John Sullivan con il punteggio di 6–2, 7–6